# Lista de vencedores do Prêmio Tok&Stok de Design Universitário

## 2006
Tema:guardar
|    | Aluno                  | Orientador | Instituição | Estado    | Projeto           |
| -- | ---------------------- | ---------- | ----------- | --------- | ----------------- |
| 1º | Marília Cichini Simões |            |             | São Paulo | Armário Funtoches |
| 2º | Magda Carlos Borges    | Ivo Pons   | Mackenzie   | São Paulo | Cesto Centopéia   |
| 3º | Bruno Patati           |            | FAAP        | São Paulo | Volante Sanitário |
| 3º | Ivo Lajner             |            |             | São Paulo | On Demand         |

## 2007
Tema:sentar
|    | Aluno                 | Orientador     | Instituição | Estado         | Projeto           |
| -- | --------------------- | -------------- | ----------- | -------------- | ----------------- |
| 1º | Letícia Veloso Barros | Maria Sanglard | UEMG        | Minas Gerais   | Pufe Mexeriqueira |
| 2º | Débora Lika Yakushiji |                | FAU-USP     | São Paulo      | Banco Orisu       |
| 3º | Alexandre Dorneles    |                | UTESC       | Santa Catarina | Cadeira Ioio      |

## 2008
Tema:estudar
|    | Aluno                  | Orientador       | Instituição | Estado            | Projeto              |
| -- | ---------------------- | ---------------- | ----------- | ----------------- | -------------------- |
| 1º | André Cepollina        | Edison Barone    | FAAP        | São Paulo         | Rolling Escrivaninha |
| 2º | Helder Filipov         | Vinícius Miranda | UFPR        | Paraná            | Tok&Study            |
| 3º | Maurício Rocha Ribeiro | Sérgio Brondani  | UFSM        | Rio Grande do Sul | Cushi                |